# سي أوغست دوبين
الفارس سي أوغست دوبين (C. Auguste Dupin) شخصية خيالية لمحقق ألفها الكاتب الأمريكي إدغار آلان بو. وقد ظهر دوبين أول مرة في العمل الفني «جرائم شارع مورغ» (The Murders in the Rue Morgue) الذي ألفه بو في عام (1841م)، والذي يُعد على نطاقٍ واسعٍ أول قصة أدب بوليسي. وظهر دوبين مرة أخرى في «غموض ماري روجيت» (The Mystery of Marie Rogêt) عام (1842م) و«الرسالة المسروقة» The Purloined Letter عام 1844م.
.

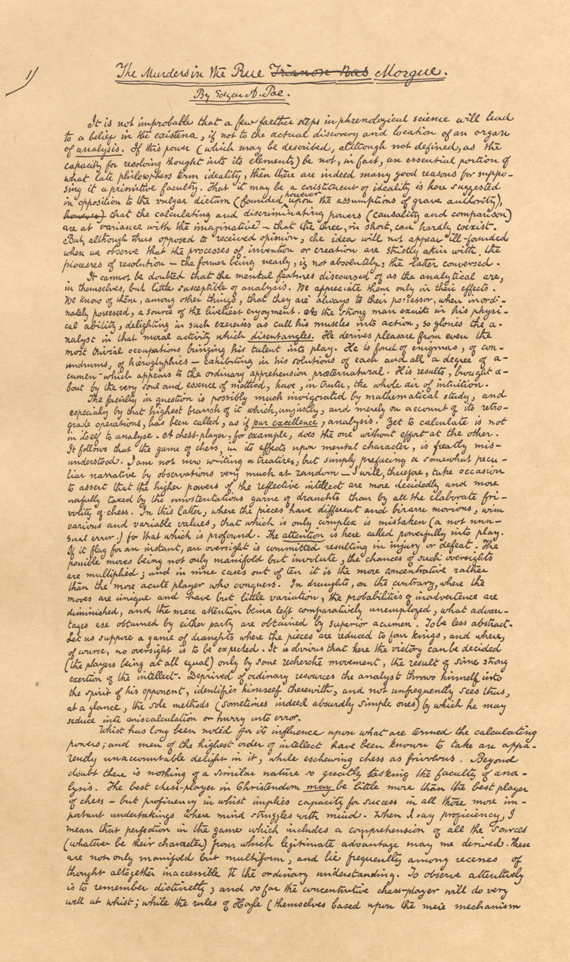
نسخة طبق الأصل من المخطوطة الأصلية لبو في "جرائم القتل في شارع المشرحة" (The Murders in the Rue Morgue)، الظهور الأول لسي أوغست دوبين

لم يكن دوبين محققًا محترفًا وتتغير دوافعه لحل الألغاز خلال القصص الثلاث. مستخدمًا ما يسميه بو «الاستنتاج»، فإن دوبين يدمج بين عقله الفطن وخياله الإبداعي، حتى يضع ذاته في عقل المجرم. وتُعد مواهبه قوية بدرجةٍ كافيةٍ حتى إنه يبدو قادرًا على قراءة عقل رفيقه، الراوي غير المسمى لجميع القصص الثلاث.
اختلق بو شخصية دوبين قبل صياغة كلمة المُخبر. ووضعت هذه الشخصية الأساس للمخبرين الخياليين القادمين، بما في ذلك شرلوك هولمز (Sherlock Holmes)، وأسست معظم العناصر الشائعة لنوع الأدب البوليسي.

## التأثير الأدبي والأهمية

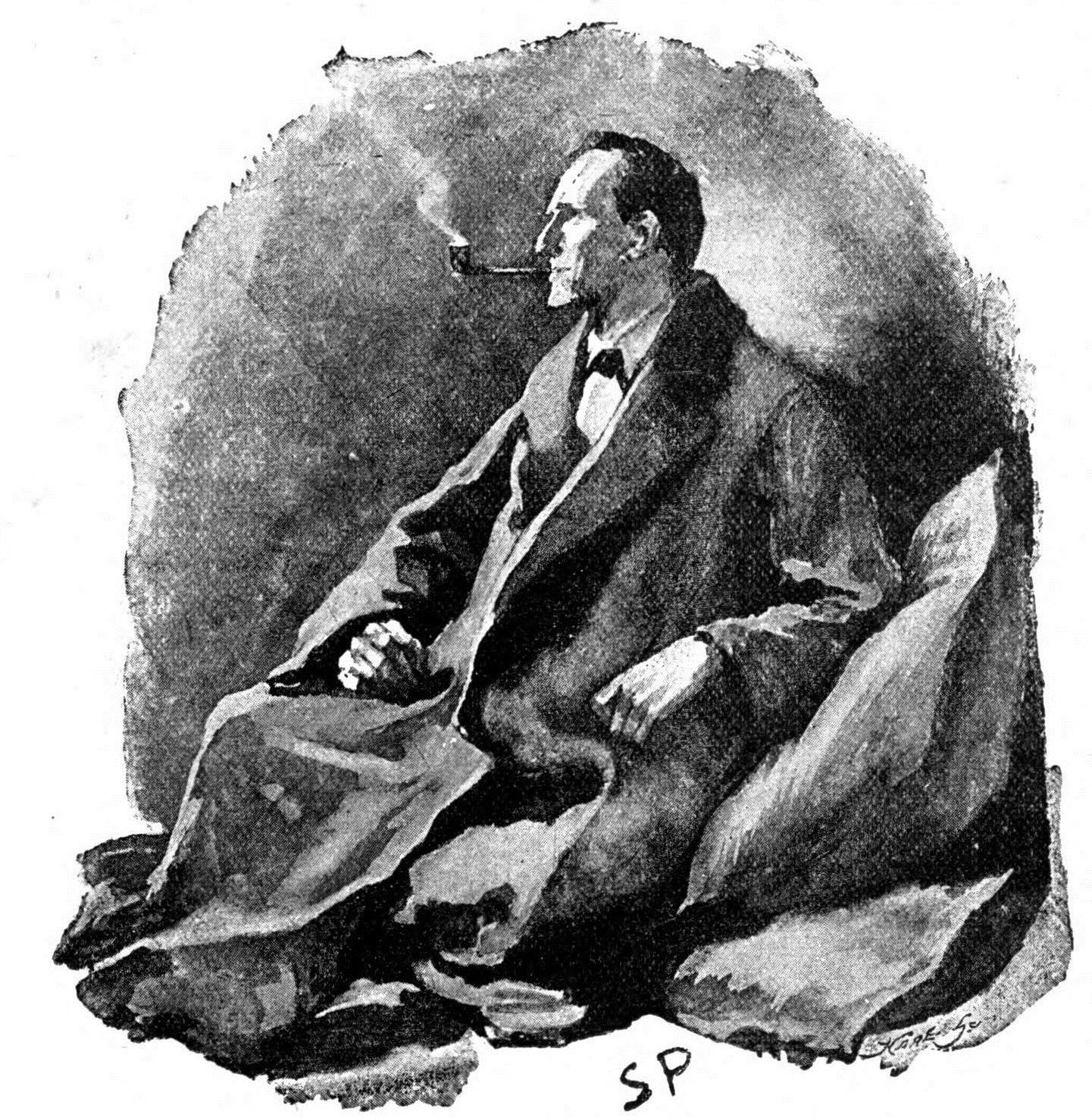
كان شرلوك هولمز واحدًا من العديد من المخبرين الخياليين المتأثرين بدوبين.

يُعرف سي أوغست دوبين عمومًا كأول مُحقق في الخيال. وتُعد شخصية دوبين بمثابة الصورة النمطية للشخصيات العديدة التي تم إبداعها لاحقًا، بما في ذلك شرلوك هولمز بواسطة آرثر كونان دويل (Arthur Conan Doyle) وهرقل بوارو (Hercule Poirot) بواسطة أجاثا كريستي (Agatha Christie). قال دوبين ذات مرة، «كلٌ [من قصص بو البوليسية] يُعد الجذر الذي نما منه أدبٌ كاملٌ... أين كانت القصة البوليسية حتى بثَّ بو فيها روح الحياة؟»
ظهرت العديد من المجازات -التي أصبحت لاحقًا شائعةً في الأدب البوليسي- أولاً في قصص بو: غريب الأطوار لكن مُحقق بارع، الشرطة العاملة بطريقة خرقاء، السرد بصيغة المتكلم من قِبل صديق شخصي مُقرَّب. وبادر دوبين أيضًا بإمكانية سرد القصص حيثما يعلن المُحقق حله، ثم بعد ذلك يشرح التعليل الذي قاده إلى ذلك. ومثل شرلوك هولمز، يستخدم دوبين بسالته وملاحظته الاستنباطية العظيمة لحل الجرائم. ويُصوّر بو أيضًا البوليس بأسلوبٍ غير متعاطف كنوع من إحباط المُحقق.
ساعدت شخصية دوبين في تأسيس نوع الأدب البوليسي -المُميز عن خيال الغموض- مع التأكيد على التحليل وليس التجربة والخطأ. كتب براندر ماثيوز (Brander Matthews): «لا تكون القصة البوليسية الحقيقية كما صوَّرها بو في الغموض نفسه، ولكن في الخطوات المتعاقبة التي بموجبها يتم تمكين المراقب التحليلي من حل المشكلة التي قد تُستبعد على أساس أنها تتجاوز التفسير البشري». وفي الواقع، في القصص الثلاث التي تُنجّم دوبين، ابتدع بو ثلاثة أنواع من الأدب البوليسي الذي أسس نموذجًا لجميع القصص المستقبلية: النوع البدني («جرائم القتل في شارع المشرحة») والنوع العقلي («غموض ماري روجيت») ونسخة متوازنة من كليهما («الخطاب المُخْتَلَس»).
وسمَّى فيودور دوستويفسكي (Fyodor Dostoevsky) بو «كاتبًا موهوبًا بشكلٍ كبيرٍ» واستعرض قصص بو البوليسية بشكلٍ إيجابي. وتأثرت شخصية بورفيري بيتروفيش (Porfiry Petrovich) في رواية دوستويفسكي الجريمة والعقاب بشخصية دوبين.

## الملاحظات
1. ↑  Silverman 1991، صفحة 171
2. ↑  Sova 2001، صفحات 162–163
3. ↑  Knowles 2007، صفحة 67
4. ↑  Cornelius 2002، صفحة 33
5. ↑  Van Leer 1993، صفحة 65
6. ↑  Sova 2001، صفحة 162
7. ↑  Phillips 1926، صفحة 931
8. ↑  Haycraft 1941، صفحة 11
9. ↑  Frank 1997، صفحة 102